# 下村幸男
下村 幸男（しもむら さちお、1932年1月25日 - ）は、広島県広島市中区十日市町（旧：鷹匠町）出身の元サッカー日本代表選手 (GK)・指導者。

## 人物
メルボルン五輪日本代表。モスクワ五輪出場を目指した時の日本代表監督。
監督として東洋工業（のちのマツダSC、現：サンフレッチェ広島）および藤和不動産（のちのフジタ工業、現：湘南ベルマーレ）の黄金期の礎を築いた名将。
高校サッカーの指導者としても活躍しており、母校修道高校を国民体育大会サッカー競技および全国高等学校サッカー選手権大会優勝に導き、二冠達成も経験している。

## 来歴

### 被爆

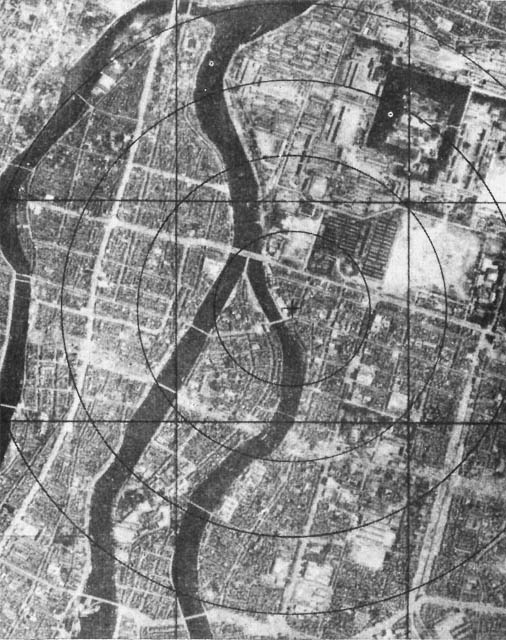
原爆投下前の市中央部で同心円の中心が爆心地。爆心地から最下方の広地が市役所。実家の鷹匠町は爆心地から左で中から2つめの円辺り。ちなみにこの写真一帯は被爆により建物が全焼している。

1945年、旧制修道中学2年生の時の8月6日広島市への原子爆弾投下により被爆した。
当時、国民学校や女学校・旧制中学校数校の約2500人の学生たちは、爆心地から約1キロメートルに位置した雑魚場町（現：広島市役所東側の国泰寺公園付近）で、建物疎開作業中のことであった。下村は、その前日から中耳炎に罹り体調が優れなかったため6日朝に病院へ行こうとしたが母に作業へ行くように言われ、当地では作業の迷惑にならないよう弁当と上着の見張り当番となり木陰にいたため被爆時に難を逃れた。当時その場にいた修道中の2年生約150人中、136人が亡くなっている。
その後、南へ逃げ黄金山にあった防空壕で休んだ。
同月9日から親類の疎開先であった三次市へと向かい、父と再会した。そこで実家にいた祖母と母の白骨が見つかったこと、兄が避難先で亡くなったことを知った。1946年3月まで疎開先の日彰館中学校（現：広島県立日彰館高等学校）で過ごした。

### 学生サッカー
1946年3月、父に伴って広島市内に戻り暮らし始め、修道中学に復学した。食べるものにも困る状況であった。
1948年学制改革により修道高校2年生に編入する。将来が見通せなくなった不安をサッカーに打ち込むことで払拭しようと、同年に蹴球部に入部する。サッカーを始めた当初はFWでプレーしていた。しかし空腹で動けなくなるためすぐに脱落、そこで動きの少ないGKを志願した。当時は専門知識を持った監督やコーチがいなかったが、我流の練習で、ジャンプ力やキック力を磨いた。
当時の修道中は全国屈指の強豪校であり、県立広島一中（現：広島県立広島国泰寺高等学校）と広島高等師範附属中（現：広島大学附属中学校・高等学校）で3強を形成していた。同世代のライバルに高師中の長沼健・木村現・樽谷恵三・古川能章、広島一中の重松良典・福原黎三らがいる。
1949年高校3年生の時に東京国体3位入賞を飾る。

### 実業団サッカー
高校卒業後、地元の東洋工業（現：マツダ）に入社。東洋工業蹴球部に入部した。
1951年、全広島の一員として、スウェーデンのプロチーム・ヘルシンボリIFと対戦、初の国際試合を体験した。全広島は渡部英麿、福原らに小畑実、銭村健次ら東洋工業の選手も参加したチームだった。
東洋工業は樽谷明・重松良典ら有力選手の加入で徐々にチーム力を強化し1954年、実業団チームとして初めて日本選手権（天皇杯の前身）決勝に進出。慶大BRBとの決勝は、第4延長までもつれ意識不明の選手が出るという日本サッカー史に残る死闘を演じるも敗れた (3-5)。翌1955年は全日本実業団でまたも準優勝（0-2田辺製薬）、しかし翌1956年にライバル・田辺製薬の七連覇を阻み (4-0) 同大会を初優勝してチームに初のタイトルをもたらす。翌1957年、同大会準優勝（0-2田辺製薬）、天皇杯も準優勝（1-2中大クラブ）。1959年、天皇杯・実業団ともに3位。1960年国体優勝。
当時の東洋工業では高卒入社だと昇進試験はなく大卒入社との格差が存在した。下村はこれを見返そうとオリンピックに出ることを目標に頑張った。その結果全日本にも選ばれ、1953年6月14日明治神宮外苑競技場で行われた国際親善試合対キッカーズ・オッフェンバッハ戦で初ベンチ入り。初出場（Bキャップ）は1953年11月29日明治神宮競技場で行われた対DIFユールゴルデン戦で、後半から渡部英麿に代わり途中出場する。1954年W杯スイス大会アジア予選では同年3月に行われた韓国戦2試合にベンチ入りしている。
1955年10月9日、ビルマ戦に先発出場し、国際Aマッチデビュー。1956年メルボルンオリンピック代表にも選ばれた。ちなみに、地方のチーム出身でしかも高卒なのは下村だけだった。同年10月25日五輪本戦前に後楽園で行われたアメリカ・アマチュア戦で日本代表初先発を飾る。1958年、東京アジア大会の日本代表に選ばれている。当時の代表では津田幸男や古川好男が正GKに君臨し、控えGK枠を争っている状況であった。
1961年、現役を引退。

### 指導者時代
1956年12月メルボルン五輪終了後、母校・修道高校からの指導依頼により、東洋工業の現役選手ではあったが修道高コーチと兼務することになった。1961年には森孝慈・中村勤・吉田浩らを率いて、秋田国体少年の部優勝。さらに第40回全国高等学校蹴球選手権大会でも好成績を上げ、決勝では釜本邦茂や二村昭雄らを擁する山城高校相手に2-0で勝利に導き二冠を達成した。ただ、この冬の選手権に3年生を出場させたことにより森など受験に失敗したものが続出したことから、保護者に対するけじめとして同年限りでコーチを退任した。
1962年、東洋工業コーチに就任、同年には岡山国体（2-1全大阪）・実業団（0-0古河電工）を制し2冠。
1964年小畑実が監督を退き総監督に就任すると、下村は東洋工業監督に昇格した。1965年、日本サッカーリーグ (JSL) 発足当時、下村は最年少監督（33歳）だった。古河電工、三菱、八幡製鉄が本命と言われ、3強豪に勝つ為練習量を増やし、毎日6時から9時、夜間照明のある施設を借り歩いて練習を続けた。その結果、小沢通宏、石井義信、小城得達、桑原楽之、松本育夫、今西和男、船本幸路らが走りながら考えるサッカーを実践した。
下村率いる東洋工業は、記念すべきリーグ初年度を無敗で優勝すると、1968年までリーグ四連覇の偉業を達成、JSL最多の5度の優勝に導き、さらに天皇杯も3度制覇し（1965年、1967年、1969年）、黄金時代を築いた。
1972年、JSLに昇格した藤和不動産（現：三菱地所レジデンス）のサッカー部に監督として招集され、石井義信コーチとともにチームを強化する。当社を経営する藤田正明がチーム強化のため自身の出身地である広島にあった東洋工業からスタッフを引きぬいた形であり、トップリーグでの監督の移籍は日本では初めてのケースだった。ちなみに藤田正明は旧制修道中の先輩であり、藤和初代監督を務めた黒木芳彦は修道高の後輩でもある。1973年セルジオ越後や中村勤らを擁し、藤和不動産/フジタ工業サッカー部をブラジル型の攻撃的チームの礎を築きあげ、のちに育ての親とも称された。チームは親会社のフジタに移管され下村の後を継いだ石井監督の下でJSLと天皇杯を各2度制覇、フジタ工業の黄金期をもたらした。

### 日本代表監督
1979年、メキシコ五輪の偉業から既に10年が経過しJSLも低迷、銅メダルメンバーは引退し若いタレントも少ない時代、前年のアジア大会惨敗の後を受け技術委員会の投票で、ゴールキーパー出身として初の日本代表監督に就任。翌年に迫ったモスクワ五輪まで間が無く短期間で結果が出せる、という評価での抜擢だった。しかし打倒韓国を掲げ戦うも敗れて僅か1年で辞任した。メキシコ五輪メンバーが、一握りの選手で長期強化を図り結果を出したが、この時代は非常に選手層が薄く空白期となってしまった。若いタレントが少なかったとはいえ、木村和司や川勝良一らを代表に初抜擢した。後任には同郷ながら反りの合わなかった渡辺正コーチが昇格された。

### その後
その後マツダに復帰しJリーグ創設期にはサンフレッチェ広島のスカウトスーパーバイザーを務めた。
2000年から母校・修道中学の指導にあたり、現在も高齢ながら指導者として活躍している。2004年には広島市で1位、広島県で2位となり修道中学校を初の中国大会出場へと導いた。それと同時に、被爆体験を毎年在校生に話している。
また、全国健康福祉祭サッカー交流大会（ねんりんピック）やシニア（70歳以上）サッカーフェスティバルでもプレーしている。
2008年現在、日本サッカー協会参事、2011年現在広島県サッカー協会顧問。現在、安芸郡府中町在住。
2015年、第12回日本サッカー殿堂入り。

## 代表歴

### 出場大会
- 1956年メルボルンオリンピック
- 1954 FIFAワールドカップ・予選
- 1958年アジア競技大会

### 試合数
- 国際Aマッチ 1試合 0得点

| 日本代表 | 国際Aマッチ | 国際Aマッチ | その他 | その他 | 期間通算 | 期間通算 |
| 年       | 出場        | 得点        | 出場   | 得点   | 出場     | 得点     |
| -------- | ----------- | ----------- | ------ | ------ | -------- | -------- |
| 1953     | 0           | 0           | 1      | 0      | 1        | 0        |
| 1954     | 0           | 0           | 0      | 0      | 0        | 0        |
| 1955     | 1           | 0           | 1      | 0      | 2        | 0        |
| 1956     | 0           | 0           | 3      | 0      | 3        | 0        |
| 1957     | 0           | 0           | 0      | 0      | 0        | 0        |
| 1958     | 0           | 0           | 0      | 0      | 0        | 0        |
| 通算     | 1           | 0           | 5      | 0      | 6        | 0        |

### 出場
| No. | 開催日         | 開催都市 | スタジアム   | 対戦相手 | 結果 | 監督     | 大会         |
| --- | -------------- | -------- | ------------ | -------- | ---- | -------- | ------------ |
| 1.  | 1955年10月09日 | 東京都   | 後楽園競輪場 | ビルマ   | △0-0 | 竹腰重丸 | 国際親善試合 |

## 監督成績
| 年度 | 所属   | クラブ | リーグ戦 | リーグ戦 | リーグ戦 | リーグ戦 | リーグ戦 | リーグ戦 | カップ戦 | カップ戦 |
| 年度 | 所属   | クラブ | 順位     | 試合     | 勝点     | 勝利     | 引分     | 敗戦     | JSL杯    | 天皇杯   |
| ---- | ------ | ------ | -------- | -------- | -------- | -------- | -------- | -------- | -------- | -------- |
| 1965 | JSL    | 東洋   | 優勝     | 14       | 26       | 12       | 2        | 0        | -        | 優勝     |
| 1966 | JSL    | 東洋   | 優勝     | 14       | 25       | 12       | 1        | 1        | -        | 準優勝   |
| 1967 | JSL    | 東洋   | 優勝     | 14       | 22       | 10       | 2        | 2        | -        | 優勝     |
| 1968 | JSL    | 東洋   | 優勝     | 14       | 21       | 10       | 1        | 3        | -        | 準々決勝 |
| 1969 | JSL    | 東洋   | 準優勝   | 14       | 21       | 10       | 1        | 3        | -        | 優勝     |
| 1970 | JSL    | 東洋   | 優勝     | 14       | 23       | 11       | 1        | 2        | -        | 準優勝   |
| 1971 | JSL    | 東洋   | 6位      | 14       | 10       | 3        | 4        | 7        | -        | 資格なし |
| 1972 | JSL1部 | 藤和   | 8位      | 14       | 6        | 2        | 2        | 10       | -        | 準々決勝 |
| 1973 | JSL1部 | 藤和   | 4位      | 18       | 21       | 9        | 3        | 6        | 優勝     | 準々決勝 |
| 1974 | JSL1部 | 藤和   | 8位      | 18       | 16       | 5        | 6        | 7        | -        | 準々決勝 |

## 参考資料
- “サッカーが光をくれた 下村幸男さん”.  朝日新聞広島版 (2010年8月3日). 2011年7月16日時点のオリジナルよりアーカイブ。2011年12月15日閲覧。
- “クラブ会報” (PDF).   広島西南ロータリークラブ (2007年1月16日). 2011年12月15日閲覧。
- 代表タイムライン - 日本サッカー協会